# Why I Want to Fuck Ronald Reagan
Why I Want to Fuck Ronald Reagan ist ein 1968 entstandenes Pamphlet des englischen Schriftstellers James Graham Ballard. Es ist im Stil einer wissenschaftlichen Veröffentlichung geschrieben und gibt eine Reihe bizarrer Experimente wieder, welche vorgeblich die demnach durch psychosexuelle Störungen verursachte Attraktivität Ronald Reagans zu messen versuchen. Reagan war zu der Zeit Gouverneur von Kalifornien und kandidierte bereits 1968 für die Nominierung als Präsidentschaftskandidat. Ballard ließ sich dabei von den Medienauftritten Reagans inspirieren. 
Der auch als experimentell-postmoderne Kurzgeschichte charakterisierte Text führte bereits kurz nach dem ersten Erscheinen zu verschiedenen Kontroversen und juristischen Konsequenzen. Er treibt die bekannte mediale Ausstrahlung des Großen Kommunikators lange vor dessen Präsidentschaft mit satirischen und obszönen Mitteln auf die Spitze und gehört trotz seiner Kürze zu den folgenreichsten Publikationen Ballards.

## Erstveröffentlichung
Die erste Buchveröffentlichung von Why I Want to Fuck Ronald Reagan Anfang 1968 wurde vom Unicorn Bookshop in einer Auflage von 250 Exemplaren herausgegeben. Nach einer Polizeiaktion gegen den Unicorn-Buchladen am 16. Januar 1968 befanden sich drei Exemplare der Broschüre unter dem wegen Obszönität konfiszierten Material. Der Verleger, Buchhändler und Dichter William Huxford Butler (1934–1977) wurde durch den anschließenden Prozess (August 1968) ruiniert. Die bekannte Underground-Zeitung International Times veröffentlichte den Text in ihrer Nummer 26 vom 16.–29. Februar 1968.
Erst in der zweiten Hälfte des Jahres erschien er in dem Little Magazine Ronald Reagan: The Magazine of Poetry, herausgegeben von den US-amerikanischen New-Wave-Autoren John Sladek und Pamela Zoline, die auch das Titelblatt gestaltete. Das Heft hat 52 Seiten, im Oktavformat. 
Es beinhaltete Texte und einen Comic von John Sladek, eine Ronnie-Reagan-Anziehpuppe auf der Rückseite, sowie Texte und Gedichte von Vito Acconci, Jack Andersson, Michael Brownstein, Thomas Michael Disch, John Giorno, Lee Harwood, Ron Padgett, Raymond LaRochelle, Peter Schjeldahl, Anne Waldman, Lewis Warsh, Pamela Zoline (Herausgeberin mit John Sladek und 1 "Poem").
Die Erstveröffentlichungen sind heute gesuchte Raritäten.

## Weitere Veröffentlichungen und Auswirkungen
Als die Texte Why I Want to Fuck Ronald Reagan und Plan for the Assassination of Jacqueline Kennedy 1970 bei Doubleday als Teil von Ballards Kurzgeschichtensammlung The Atrocity Exhibition erscheinen  sollten, schritt die  Verlagsspitze ein und ließ die Auflage einstampfen. The Atrocity Exhibition erschien auf Englisch zuerst 1970 bei Cape und 1972 in den USA bei Grove Press unter dem Titel Love & Napalm = Export U.S.A. und dann erst wieder 1990 in der großformatigen und von Phoebe Gloeckner illustrierten RE/Search-Ausgabe. 
Die deutsche Erstausgabe erschien 1970 unter dem Titel Liebe & Napalm = Export USA.
David Lodge nahm das Motiv in dem 1975 erschienenen Roman Changing Places auf.

## Verteilung beim republikanischen Parteitag 1980
Beim Parteitag der Republikaner 1980 in Detroit verteilten ehemalige Mitglieder der Situationistischen Internationale aus Berkeley eine Ausgabe von Why I Want to Fuck Ronald Reagan unter dem Titel ‚Official Republican‘ 1990 Presidential Survey und mit dem Siegel der Republikaner versehen an die Delegierten. Ballard zufolge wurde das Papier als ernstgemeint akzeptiert.